# Euphylidorea nevadensis
Euphylidorea nevadensis är en tvåvingeart som först beskrevs av Alexander 1958.  Euphylidorea nevadensis ingår i släktet Euphylidorea och familjen småharkrankar. Inga underarter finns listade i Catalogue of Life.